# مانوئل ماراس
مانوئل ماراس (انگلیسی: Manuel Marras؛ زادهٔ ۹ ژوئیهٔ ۱۹۹۳) بازیکن فوتبال اهل ایتالیا است.
از باشگاه‌هایی که در آن بازی کرده‌است می‌توان به باشگاه فوتبال آلساندریا، باشگاه فوتبال اسپتزیا، و باشگاه فوتبال دلفینو پسکارا اشاره کرد.